# Tour de Guangxi 2024
El Tour de Guangxi 2024 fou la 5a edició de cursa ciclista per etapes del Tour de Guangxi. Es disputà entre el 15 i el 20 d'octubre a la província xinesa de Guangxi. La prova s'inicià a Fangchenggang i finalitzà a Nanning i comptà amb un total de 6 etapes. Fou el 35è i últim esdeveniment de l'UCI World Tour 2024.
El belga Lennert Van Eetvelt (Lotto Dstny) s'emportà la victòria final de la prova, mentre que l'escocès Oscar Onley (Team DSM-Firmenich PostNL) i el francès Alex Baudin (Decathlon-AG2R La Mondiale foren el segon i tercer classificat respectivament. En les classificacions secundàries, Ethan Vernon (Israel-Premier Tech) s'emportà la dels punts, Pepijn Reinderink (Soudal Quick-Step) el Gran Premi de la Muntanya, Van Eetvelt també guanyà la classificació dels joves i l'UAE Team Emirates fou el millor equip.

## Equips
| WorldTeams (16)- Arkéa-B&B Hotels - Astana Qazaqstan Team - Bahrain Victorious - Cofidis - Decathlon-AG2R La Mondiale - EF Education-EasyPost - Ineos Grenadiers - Intermarché-Wanty - Lidl-Trek - Movistar Team - Red Bull-Bora-Hansgrohe - Soudal Quick-Step - Team dsm-firmenich PostNL - Team Visma \| Lease a Bike - Team Jayco AlUla - UAE Team Emirates ProTeams (2)- Israel-Premier Tech - Lotto Dstny Equip nacional- República Popular de la Xina |
| |

## Ruta
| Etapa    | Data      | Ciutats d'etapa                                     | type              | Distància (km) | Desnivell (m) | Vencedor de l'etapa | Líder de la general |
| -------- | --------- | --------------------------------------------------- | ----------------- | -------------- | ------------- | ------------------- | ------------------- |
| 1a etapa | 15 de oct | Fangchenggang – Fangchenggang                       | etapa plana       | 149,4          | 1.604 m       | Lionel Taminiaux    | Lionel Taminiaux    |
| 2a etapa | 16 de oct | Chongzuo – Jingxi City                              | etapa accidentada | 181,5          | 2.175 m       | Warre Vangheluwe    | Max Kanter          |
| 3a etapa | 17 de oct | Jingxi City – Bama Yao Autonomous County            | etapa accidentada | 214            | 2.563 m       | Ethan Vernon        | Ethan Vernon        |
| 4a etapa | 18 de oct | Bama Yao Autonomous County – Jinchengjiang District | etapa accidentada | 176,9          | 2.835 m       | Ethan Vernon        | Max Kanter          |
| 5a etapa | 19 de oct | Yizhou District – Nongla Provincial Natural Reserve | etapa accidentada | 165,8          | 1.881 m       | Lennert Van Eetvelt | Lennert Van Eetvelt |
| 6a etapa | 20 de oct | Nanning – Nanning                                   | etapa accidentada | 134,3          | 1.673 m       | Matevž Govekar      | Lennert Van Eetvelt |

## Etapes

### Etapa 1
| \| Classificació de l'etapa \| Classificació de l'etapa \| Classificació de l'etapa \| Classificació de l'etapa \| Classificació de l'etapa \| \| Corredor \| Corredor \| Equip \| Temps \| \| \| ------------------------ \| -------------------------- \| ------------------------ \| ------------------------ \| ------------------------ \| \| 1r \| Lionel Taminiaux \| Lotto Dstny \| 3h 17' 58" \| \| \| 2n \| Gijs Van Hoecke \| Intermarché-Wanty \| + 0" \| \| \| 3r \| Sebastián Molano Benavides \| UAE Team Emirates \| + 0" \| \| \| 4t \| Ethan Vernon \| Israel-Premier Tech \| + 0" \| \| \| 5è \| Max Kanter \| Astana Qazaqstan Team \| + 0" \| \| \| 6è \| Blake Quick \| Team Jayco AlUla \| + 0" \| \| \| 7è \| Dušan Rajović \| Bahrain Victorious \| + 0" \| \| \| 8è \| Milan Fretin \| Cofidis \| + 0" \| \| \| 9è \| Riley Pickrell \| Israel-Premier Tech \| + 0" \| \| \| 10è \| Luke Lamperti \| Soudal Quick-Step \| + 0" \| \| |                            |                       |            |
| |                            |                       |            |
| Font: ProCyclingStats |                            |                       |            |
| Classificació de l'etapa |                            |                       |            |
| Corredor | Corredor                   | Equip                 | Temps      |
| 1r | Lionel Taminiaux           | Lotto Dstny           | 3h 17' 58" |
| 2n | Gijs Van Hoecke            | Intermarché-Wanty     | + 0"       |
| 3r | Sebastián Molano Benavides | UAE Team Emirates     | + 0"       |
| 4t | Ethan Vernon               | Israel-Premier Tech   | + 0"       |
| 5è | Max Kanter                 | Astana Qazaqstan Team | + 0"       |
| 6è | Blake Quick                | Team Jayco AlUla      | + 0"       |
| 7è | Dušan Rajović              | Bahrain Victorious    | + 0"       |
| 8è | Milan Fretin               | Cofidis               | + 0"       |
| 9è | Riley Pickrell             | Israel-Premier Tech   | + 0"       |
| 10è | Luke Lamperti              | Soudal Quick-Step     | + 0"       |

| Classificació de l'etapa | Classificació de l'etapa   | Classificació de l'etapa | Classificació de l'etapa | Classificació de l'etapa |
| Corredor                 | Corredor                   | Equip                    | Temps                    |                          |
| ------------------------ | -------------------------- | ------------------------ | ------------------------ | ------------------------ |
| 1r                       | Lionel Taminiaux           | Lotto Dstny              | 3h 17' 58"               |                          |
| 2n                       | Gijs Van Hoecke            | Intermarché-Wanty        | + 0"                     |                          |
| 3r                       | Sebastián Molano Benavides | UAE Team Emirates        | + 0"                     |                          |
| 4t                       | Ethan Vernon               | Israel-Premier Tech      | + 0"                     |                          |
| 5è                       | Max Kanter                 | Astana Qazaqstan Team    | + 0"                     |                          |
| 6è                       | Blake Quick                | Team Jayco AlUla         | + 0"                     |                          |
| 7è                       | Dušan Rajović              | Bahrain Victorious       | + 0"                     |                          |
| 8è                       | Milan Fretin               | Cofidis                  | + 0"                     |                          |
| 9è                       | Riley Pickrell             | Israel-Premier Tech      | + 0"                     |                          |
| 10è                      | Luke Lamperti              | Soudal Quick-Step        | + 0"                     |                          |

| \| Classificació general \| Classificació general \| Classificació general \| Classificació general \| Classificació general \| \| Corredor \| Corredor \| Equip \| Temps \| \| \| --------------------- \| -------------------------- \| -------------------------- \| --------------------- \| --------------------- \| \| 1r \| Lionel Taminiaux \| Lotto Dstny \| 3h 17' 48" \| \| \| 2n \| Gijs Van Hoecke \| Intermarché-Wanty \| + 4" \| \| \| 3r \| Stan Dewulf \| Decathlon-AG2R La Mondiale \| + 5" \| \| \| 4t \| Rune Herregodts \| Intermarché-Wanty \| + 5" \| \| \| 5è \| Sebastián Molano Benavides \| UAE Team Emirates \| + 6" \| \| \| 6è \| Jhonatan Narváez Prado \| Ineos Grenadiers \| + 9" \| \| \| 7è \| Robert Stannard \| Bahrain Victorious \| + 9" \| \| \| 8è \| Ethan Vernon \| Israel-Premier Tech \| + 10" \| \| \| 9è \| Max Kanter \| Astana Qazaqstan Team \| + 10" \| \| \| 10è \| Blake Quick \| Team Jayco AlUla \| + 10" \| \| |                            |                            |            |
| |                            |                            |            |
| Font: ProCyclingStats |                            |                            |            |
| Classificació general |                            |                            |            |
| Corredor | Corredor                   | Equip                      | Temps      |
| 1r | Lionel Taminiaux           | Lotto Dstny                | 3h 17' 48" |
| 2n | Gijs Van Hoecke            | Intermarché-Wanty          | + 4"       |
| 3r | Stan Dewulf                | Decathlon-AG2R La Mondiale | + 5"       |
| 4t | Rune Herregodts            | Intermarché-Wanty          | + 5"       |
| 5è | Sebastián Molano Benavides | UAE Team Emirates          | + 6"       |
| 6è | Jhonatan Narváez Prado     | Ineos Grenadiers           | + 9"       |
| 7è | Robert Stannard            | Bahrain Victorious         | + 9"       |
| 8è | Ethan Vernon               | Israel-Premier Tech        | + 10"      |
| 9è | Max Kanter                 | Astana Qazaqstan Team      | + 10"      |
| 10è | Blake Quick                | Team Jayco AlUla           | + 10"      |

| Classificació general | Classificació general      | Classificació general      | Classificació general | Classificació general |
| Corredor              | Corredor                   | Equip                      | Temps                 |                       |
| --------------------- | -------------------------- | -------------------------- | --------------------- | --------------------- |
| 1r                    | Lionel Taminiaux           | Lotto Dstny                | 3h 17' 48"            |                       |
| 2n                    | Gijs Van Hoecke            | Intermarché-Wanty          | + 4"                  |                       |
| 3r                    | Stan Dewulf                | Decathlon-AG2R La Mondiale | + 5"                  |                       |
| 4t                    | Rune Herregodts            | Intermarché-Wanty          | + 5"                  |                       |
| 5è                    | Sebastián Molano Benavides | UAE Team Emirates          | + 6"                  |                       |
| 6è                    | Jhonatan Narváez Prado     | Ineos Grenadiers           | + 9"                  |                       |
| 7è                    | Robert Stannard            | Bahrain Victorious         | + 9"                  |                       |
| 8è                    | Ethan Vernon               | Israel-Premier Tech        | + 10"                 |                       |
| 9è                    | Max Kanter                 | Astana Qazaqstan Team      | + 10"                 |                       |
| 10è                   | Blake Quick                | Team Jayco AlUla           | + 10"                 |                       |

### Etapa 2
| \| Classificació de l'etapa \| Classificació de l'etapa \| Classificació de l'etapa \| Classificació de l'etapa \| Classificació de l'etapa \| \| Corredor \| Corredor \| Equip \| Temps \| \| \| ------------------------ \| -------------------------- \| ------------------------ \| ------------------------ \| ------------------------ \| \| 1r \| Warre Vangheluwe \| Soudal Quick-Step \| 3h 49' 29" \| \| \| 2n \| Max Kanter \| Astana Qazaqstan Team \| + 0" \| \| \| 3r \| Jake Stewart \| Israel-Premier Tech \| + 0" \| \| \| 4t \| Alberto Bruttomesso \| Bahrain Victorious \| + 0" \| \| \| 5è \| Matevž Govekar \| Bahrain Victorious \| + 0" \| \| \| 6è \| Davide Cimolai \| Movistar Team \| + 0" \| \| \| 7è \| Ethan Vernon \| Israel-Premier Tech \| + 0" \| \| \| 8è \| Sebastián Molano Benavides \| UAE Team Emirates \| + 0" \| \| \| 9è \| Gijs Van Hoecke \| Intermarché-Wanty \| + 0" \| \| \| 10è \| Natnael Tesfatsion \| Lidl-Trek \| + 0" \| \| |                            |                       |            |
| |                            |                       |            |
| Font: ProCyclingStats |                            |                       |            |
| Classificació de l'etapa |                            |                       |            |
| Corredor | Corredor                   | Equip                 | Temps      |
| 1r | Warre Vangheluwe           | Soudal Quick-Step     | 3h 49' 29" |
| 2n | Max Kanter                 | Astana Qazaqstan Team | + 0"       |
| 3r | Jake Stewart               | Israel-Premier Tech   | + 0"       |
| 4t | Alberto Bruttomesso        | Bahrain Victorious    | + 0"       |
| 5è | Matevž Govekar             | Bahrain Victorious    | + 0"       |
| 6è | Davide Cimolai             | Movistar Team         | + 0"       |
| 7è | Ethan Vernon               | Israel-Premier Tech   | + 0"       |
| 8è | Sebastián Molano Benavides | UAE Team Emirates     | + 0"       |
| 9è | Gijs Van Hoecke            | Intermarché-Wanty     | + 0"       |
| 10è | Natnael Tesfatsion         | Lidl-Trek             | + 0"       |

| Classificació de l'etapa | Classificació de l'etapa   | Classificació de l'etapa | Classificació de l'etapa | Classificació de l'etapa |
| Corredor                 | Corredor                   | Equip                    | Temps                    |                          |
| ------------------------ | -------------------------- | ------------------------ | ------------------------ | ------------------------ |
| 1r                       | Warre Vangheluwe           | Soudal Quick-Step        | 3h 49' 29"               |                          |
| 2n                       | Max Kanter                 | Astana Qazaqstan Team    | + 0"                     |                          |
| 3r                       | Jake Stewart               | Israel-Premier Tech      | + 0"                     |                          |
| 4t                       | Alberto Bruttomesso        | Bahrain Victorious       | + 0"                     |                          |
| 5è                       | Matevž Govekar             | Bahrain Victorious       | + 0"                     |                          |
| 6è                       | Davide Cimolai             | Movistar Team            | + 0"                     |                          |
| 7è                       | Ethan Vernon               | Israel-Premier Tech      | + 0"                     |                          |
| 8è                       | Sebastián Molano Benavides | UAE Team Emirates        | + 0"                     |                          |
| 9è                       | Gijs Van Hoecke            | Intermarché-Wanty        | + 0"                     |                          |
| 10è                      | Natnael Tesfatsion         | Lidl-Trek                | + 0"                     |                          |

| \| Classificació general \| Classificació general \| Classificació general \| Classificació general \| Classificació general \| \| Corredor \| Corredor \| Equip \| Temps \| \| \| --------------------- \| -------------------------- \| -------------------------- \| --------------------- \| --------------------- \| \| 1r \| Max Kanter \| Astana Qazaqstan Team \| 7h 07' 21" \| \| \| 2n \| Gijs Van Hoecke \| Intermarché-Wanty \| + 0" \| \| \| 3r \| Stan Dewulf \| Decathlon-AG2R La Mondiale \| + 1" \| \| \| 4t \| Filip Maciejuk \| Red Bull-Bora-Hansgrohe \| + 1" \| \| \| 5è \| Dries De Bondt \| Decathlon-AG2R La Mondiale \| + 1" \| \| \| 6è \| Rune Herregodts \| Intermarché-Wanty \| + 1" \| \| \| 7è \| Sebastián Molano Benavides \| UAE Team Emirates \| + 2" \| \| \| 8è \| Jake Stewart \| Israel-Premier Tech \| + 2" \| \| \| 9è \| Robert Stannard \| Bahrain Victorious \| + 5" \| \| \| 10è \| Martin Svrček \| Soudal Quick-Step \| + 5" \| \| |                            |                            |            |
| |                            |                            |            |
| Font: ProCyclingStats |                            |                            |            |
| Classificació general |                            |                            |            |
| Corredor | Corredor                   | Equip                      | Temps      |
| 1r | Max Kanter                 | Astana Qazaqstan Team      | 7h 07' 21" |
| 2n | Gijs Van Hoecke            | Intermarché-Wanty          | + 0"       |
| 3r | Stan Dewulf                | Decathlon-AG2R La Mondiale | + 1"       |
| 4t | Filip Maciejuk             | Red Bull-Bora-Hansgrohe    | + 1"       |
| 5è | Dries De Bondt             | Decathlon-AG2R La Mondiale | + 1"       |
| 6è | Rune Herregodts            | Intermarché-Wanty          | + 1"       |
| 7è | Sebastián Molano Benavides | UAE Team Emirates          | + 2"       |
| 8è | Jake Stewart               | Israel-Premier Tech        | + 2"       |
| 9è | Robert Stannard            | Bahrain Victorious         | + 5"       |
| 10è | Martin Svrček              | Soudal Quick-Step          | + 5"       |

| Classificació general | Classificació general      | Classificació general      | Classificació general | Classificació general |
| Corredor              | Corredor                   | Equip                      | Temps                 |                       |
| --------------------- | -------------------------- | -------------------------- | --------------------- | --------------------- |
| 1r                    | Max Kanter                 | Astana Qazaqstan Team      | 7h 07' 21"            |                       |
| 2n                    | Gijs Van Hoecke            | Intermarché-Wanty          | + 0"                  |                       |
| 3r                    | Stan Dewulf                | Decathlon-AG2R La Mondiale | + 1"                  |                       |
| 4t                    | Filip Maciejuk             | Red Bull-Bora-Hansgrohe    | + 1"                  |                       |
| 5è                    | Dries De Bondt             | Decathlon-AG2R La Mondiale | + 1"                  |                       |
| 6è                    | Rune Herregodts            | Intermarché-Wanty          | + 1"                  |                       |
| 7è                    | Sebastián Molano Benavides | UAE Team Emirates          | + 2"                  |                       |
| 8è                    | Jake Stewart               | Israel-Premier Tech        | + 2"                  |                       |
| 9è                    | Robert Stannard            | Bahrain Victorious         | + 5"                  |                       |
| 10è                   | Martin Svrček              | Soudal Quick-Step          | + 5"                  |                       |

### Etapa 3
| \| Classificació de l'etapa \| Classificació de l'etapa \| Classificació de l'etapa \| Classificació de l'etapa \| Classificació de l'etapa \| \| Corredor \| Corredor \| Equip \| Temps \| \| \| ------------------------ \| -------------------------- \| ------------------------ \| ------------------------ \| ------------------------ \| \| 1r \| Ethan Vernon \| Israel-Premier Tech \| 4h 44' 04" \| \| \| 2n \| Sebastián Molano Benavides \| UAE Team Emirates \| + 0" \| \| \| 3r \| Riley Pickrell \| Israel-Premier Tech \| + 0" \| \| \| 4t \| Milan Fretin \| Cofidis \| + 0" \| \| \| 5è \| Marijn van den Berg \| EF Education-EasyPost \| + 0" \| \| \| 6è \| Luke Lamperti \| Soudal Quick-Step \| + 0" \| \| \| 7è \| Gijs Van Hoecke \| Intermarché-Wanty \| + 0" \| \| \| 8è \| Max Kanter \| Astana Qazaqstan Team \| + 0" \| \| \| 9è \| Davide Cimolai \| Movistar Team \| + 0" \| \| \| 10è \| Iván García Cortina \| Movistar Team \| + 0" \| \| |                            |                       |            |
| |                            |                       |            |
| Font: ProCyclingStats |                            |                       |            |
| Classificació de l'etapa |                            |                       |            |
| Corredor | Corredor                   | Equip                 | Temps      |
| 1r | Ethan Vernon               | Israel-Premier Tech   | 4h 44' 04" |
| 2n | Sebastián Molano Benavides | UAE Team Emirates     | + 0"       |
| 3r | Riley Pickrell             | Israel-Premier Tech   | + 0"       |
| 4t | Milan Fretin               | Cofidis               | + 0"       |
| 5è | Marijn van den Berg        | EF Education-EasyPost | + 0"       |
| 6è | Luke Lamperti              | Soudal Quick-Step     | + 0"       |
| 7è | Gijs Van Hoecke            | Intermarché-Wanty     | + 0"       |
| 8è | Max Kanter                 | Astana Qazaqstan Team | + 0"       |
| 9è | Davide Cimolai             | Movistar Team         | + 0"       |
| 10è | Iván García Cortina        | Movistar Team         | + 0"       |

| Classificació de l'etapa | Classificació de l'etapa   | Classificació de l'etapa | Classificació de l'etapa | Classificació de l'etapa |
| Corredor                 | Corredor                   | Equip                    | Temps                    |                          |
| ------------------------ | -------------------------- | ------------------------ | ------------------------ | ------------------------ |
| 1r                       | Ethan Vernon               | Israel-Premier Tech      | 4h 44' 04"               |                          |
| 2n                       | Sebastián Molano Benavides | UAE Team Emirates        | + 0"                     |                          |
| 3r                       | Riley Pickrell             | Israel-Premier Tech      | + 0"                     |                          |
| 4t                       | Milan Fretin               | Cofidis                  | + 0"                     |                          |
| 5è                       | Marijn van den Berg        | EF Education-EasyPost    | + 0"                     |                          |
| 6è                       | Luke Lamperti              | Soudal Quick-Step        | + 0"                     |                          |
| 7è                       | Gijs Van Hoecke            | Intermarché-Wanty        | + 0"                     |                          |
| 8è                       | Max Kanter                 | Astana Qazaqstan Team    | + 0"                     |                          |
| 9è                       | Davide Cimolai             | Movistar Team            | + 0"                     |                          |
| 10è                      | Iván García Cortina        | Movistar Team            | + 0"                     |                          |

| \| Classificació general \| Classificació general \| Classificació general \| Classificació general \| Classificació general \| \| Corredor \| Corredor \| Equip \| Temps \| \| \| --------------------- \| -------------------------- \| -------------------------- \| --------------------- \| --------------------- \| \| 1r \| Ethan Vernon \| Israel-Premier Tech \| 11h 51' 21" \| \| \| 2n \| Sebastián Molano Benavides \| UAE Team Emirates \| + 0" \| \| \| 3r \| Dries De Bondt \| Decathlon-AG2R La Mondiale \| + 2" \| \| \| 4t \| Max Kanter \| Astana Qazaqstan Team \| + 4" \| \| \| 5è \| Gijs Van Hoecke \| Intermarché-Wanty \| + 4" \| \| \| 6è \| Stan Dewulf \| Decathlon-AG2R La Mondiale \| + 5" \| \| \| 7è \| Filip Maciejuk \| Red Bull-Bora-Hansgrohe \| + 5" \| \| \| 8è \| Rune Herregodts \| Intermarché-Wanty \| + 5" \| \| \| 9è \| Jake Stewart \| Israel-Premier Tech \| + 6" \| \| \| 10è \| Robert Stannard \| Bahrain Victorious \| + 8" \| \| |                            |                            |             |
| |                            |                            |             |
| Font: ProCyclingStats |                            |                            |             |
| Classificació general |                            |                            |             |
| Corredor | Corredor                   | Equip                      | Temps       |
| 1r | Ethan Vernon               | Israel-Premier Tech        | 11h 51' 21" |
| 2n | Sebastián Molano Benavides | UAE Team Emirates          | + 0"        |
| 3r | Dries De Bondt             | Decathlon-AG2R La Mondiale | + 2"        |
| 4t | Max Kanter                 | Astana Qazaqstan Team      | + 4"        |
| 5è | Gijs Van Hoecke            | Intermarché-Wanty          | + 4"        |
| 6è | Stan Dewulf                | Decathlon-AG2R La Mondiale | + 5"        |
| 7è | Filip Maciejuk             | Red Bull-Bora-Hansgrohe    | + 5"        |
| 8è | Rune Herregodts            | Intermarché-Wanty          | + 5"        |
| 9è | Jake Stewart               | Israel-Premier Tech        | + 6"        |
| 10è | Robert Stannard            | Bahrain Victorious         | + 8"        |

| Classificació general | Classificació general      | Classificació general      | Classificació general | Classificació general |
| Corredor              | Corredor                   | Equip                      | Temps                 |                       |
| --------------------- | -------------------------- | -------------------------- | --------------------- | --------------------- |
| 1r                    | Ethan Vernon               | Israel-Premier Tech        | 11h 51' 21"           |                       |
| 2n                    | Sebastián Molano Benavides | UAE Team Emirates          | + 0"                  |                       |
| 3r                    | Dries De Bondt             | Decathlon-AG2R La Mondiale | + 2"                  |                       |
| 4t                    | Max Kanter                 | Astana Qazaqstan Team      | + 4"                  |                       |
| 5è                    | Gijs Van Hoecke            | Intermarché-Wanty          | + 4"                  |                       |
| 6è                    | Stan Dewulf                | Decathlon-AG2R La Mondiale | + 5"                  |                       |
| 7è                    | Filip Maciejuk             | Red Bull-Bora-Hansgrohe    | + 5"                  |                       |
| 8è                    | Rune Herregodts            | Intermarché-Wanty          | + 5"                  |                       |
| 9è                    | Jake Stewart               | Israel-Premier Tech        | + 6"                  |                       |
| 10è                   | Robert Stannard            | Bahrain Victorious         | + 8"                  |                       |

### Etapa 4
| \| Classificació de l'etapa \| Classificació de l'etapa \| Classificació de l'etapa \| Classificació de l'etapa \| Classificació de l'etapa \| \| Corredor \| Corredor \| Equip \| Temps \| \| \| ------------------------ \| ------------------------ \| -------------------------- \| ------------------------ \| ------------------------ \| \| 1r \| Ethan Vernon \| Israel-Premier Tech \| 4h 02' 11" \| \| \| 2n \| Max Kanter \| Astana Qazaqstan Team \| + 0" \| \| \| 3r \| Alberto Bruttomesso \| Bahrain Victorious \| + 0" \| \| \| 4t \| Lionel Taminiaux \| Lotto Dstny \| + 0" \| \| \| 5è \| Mick van Dijke \| Team Visma \\| Lease a Bike \| + 0" \| \| \| 6è \| Davide Cimolai \| Movistar Team \| + 0" \| \| \| 7è \| Riley Pickrell \| Israel-Premier Tech \| + 0" \| \| \| 8è \| Niklas Märkl \| Team dsm-firmenich PostNL \| + 0" \| \| \| 9è \| Matevž Govekar \| Bahrain Victorious \| + 0" \| \| \| 10è \| Gijs Van Hoecke \| Intermarché-Wanty \| + 0" \| \| |                     |                            |            |
| |                     |                            |            |
| Font: ProCyclingStats |                     |                            |            |
| Classificació de l'etapa |                     |                            |            |
| Corredor | Corredor            | Equip                      | Temps      |
| 1r | Ethan Vernon        | Israel-Premier Tech        | 4h 02' 11" |
| 2n | Max Kanter          | Astana Qazaqstan Team      | + 0"       |
| 3r | Alberto Bruttomesso | Bahrain Victorious         | + 0"       |
| 4t | Lionel Taminiaux    | Lotto Dstny                | + 0"       |
| 5è | Mick van Dijke      | Team Visma \| Lease a Bike | + 0"       |
| 6è | Davide Cimolai      | Movistar Team              | + 0"       |
| 7è | Riley Pickrell      | Israel-Premier Tech        | + 0"       |
| 8è | Niklas Märkl        | Team dsm-firmenich PostNL  | + 0"       |
| 9è | Matevž Govekar      | Bahrain Victorious         | + 0"       |
| 10è | Gijs Van Hoecke     | Intermarché-Wanty          | + 0"       |

| Classificació de l'etapa | Classificació de l'etapa | Classificació de l'etapa   | Classificació de l'etapa | Classificació de l'etapa |
| Corredor                 | Corredor                 | Equip                      | Temps                    |                          |
| ------------------------ | ------------------------ | -------------------------- | ------------------------ | ------------------------ |
| 1r                       | Ethan Vernon             | Israel-Premier Tech        | 4h 02' 11"               |                          |
| 2n                       | Max Kanter               | Astana Qazaqstan Team      | + 0"                     |                          |
| 3r                       | Alberto Bruttomesso      | Bahrain Victorious         | + 0"                     |                          |
| 4t                       | Lionel Taminiaux         | Lotto Dstny                | + 0"                     |                          |
| 5è                       | Mick van Dijke           | Team Visma \| Lease a Bike | + 0"                     |                          |
| 6è                       | Davide Cimolai           | Movistar Team              | + 0"                     |                          |
| 7è                       | Riley Pickrell           | Israel-Premier Tech        | + 0"                     |                          |
| 8è                       | Niklas Märkl             | Team dsm-firmenich PostNL  | + 0"                     |                          |
| 9è                       | Matevž Govekar           | Bahrain Victorious         | + 0"                     |                          |
| 10è                      | Gijs Van Hoecke          | Intermarché-Wanty          | + 0"                     |                          |

| \| Classificació general \| Classificació general \| Classificació general \| Classificació general \| Classificació general \| \| Corredor \| Corredor \| Equip \| Temps \| \| \| --------------------- \| -------------------------- \| -------------------------- \| --------------------- \| --------------------- \| \| 1r \| Max Kanter \| Astana Qazaqstan Team \| 15h 53' 30" \| \| \| 2n \| Stan Dewulf \| Decathlon-AG2R La Mondiale \| + 1" \| \| \| 3r \| Sebastián Molano Benavides \| UAE Team Emirates \| + 2" \| \| \| 4t \| Dries De Bondt \| Decathlon-AG2R La Mondiale \| + 4" \| \| \| 5è \| Gijs Van Hoecke \| Intermarché-Wanty \| + 6" \| \| \| 6è \| Filip Maciejuk \| Red Bull-Bora-Hansgrohe \| + 7" \| \| \| 7è \| Rune Herregodts \| Intermarché-Wanty \| + 7" \| \| \| 8è \| Jake Stewart \| Israel-Premier Tech \| + 8" \| \| \| 9è \| Alberto Bruttomesso \| Bahrain Victorious \| + 8" \| \| \| 10è \| Robert Stannard \| Bahrain Victorious \| + 10" \| \| |                            |                            |             |
| |                            |                            |             |
| Font: ProCyclingStats |                            |                            |             |
| Classificació general |                            |                            |             |
| Corredor | Corredor                   | Equip                      | Temps       |
| 1r | Max Kanter                 | Astana Qazaqstan Team      | 15h 53' 30" |
| 2n | Stan Dewulf                | Decathlon-AG2R La Mondiale | + 1"        |
| 3r | Sebastián Molano Benavides | UAE Team Emirates          | + 2"        |
| 4t | Dries De Bondt             | Decathlon-AG2R La Mondiale | + 4"        |
| 5è | Gijs Van Hoecke            | Intermarché-Wanty          | + 6"        |
| 6è | Filip Maciejuk             | Red Bull-Bora-Hansgrohe    | + 7"        |
| 7è | Rune Herregodts            | Intermarché-Wanty          | + 7"        |
| 8è | Jake Stewart               | Israel-Premier Tech        | + 8"        |
| 9è | Alberto Bruttomesso        | Bahrain Victorious         | + 8"        |
| 10è | Robert Stannard            | Bahrain Victorious         | + 10"       |

| Classificació general | Classificació general      | Classificació general      | Classificació general | Classificació general |
| Corredor              | Corredor                   | Equip                      | Temps                 |                       |
| --------------------- | -------------------------- | -------------------------- | --------------------- | --------------------- |
| 1r                    | Max Kanter                 | Astana Qazaqstan Team      | 15h 53' 30"           |                       |
| 2n                    | Stan Dewulf                | Decathlon-AG2R La Mondiale | + 1"                  |                       |
| 3r                    | Sebastián Molano Benavides | UAE Team Emirates          | + 2"                  |                       |
| 4t                    | Dries De Bondt             | Decathlon-AG2R La Mondiale | + 4"                  |                       |
| 5è                    | Gijs Van Hoecke            | Intermarché-Wanty          | + 6"                  |                       |
| 6è                    | Filip Maciejuk             | Red Bull-Bora-Hansgrohe    | + 7"                  |                       |
| 7è                    | Rune Herregodts            | Intermarché-Wanty          | + 7"                  |                       |
| 8è                    | Jake Stewart               | Israel-Premier Tech        | + 8"                  |                       |
| 9è                    | Alberto Bruttomesso        | Bahrain Victorious         | + 8"                  |                       |
| 10è                   | Robert Stannard            | Bahrain Victorious         | + 10"                 |                       |

### Etapa 5
| \| Classificació de l'etapa \| Classificació de l'etapa \| Classificació de l'etapa \| Classificació de l'etapa \| Classificació de l'etapa \| \| Corredor \| Corredor \| Equip \| Temps \| \| \| ------------------------ \| ------------------------ \| -------------------------- \| ------------------------ \| ------------------------ \| \| 1r \| Lennert Van Eetvelt \| Lotto Dstny \| 3h 36' 18" \| \| \| 2n \| Oscar Onley \| Team dsm-firmenich PostNL \| + 2" \| \| \| 3r \| Alex Baudin \| Decathlon-AG2R La Mondiale \| + 9" \| \| \| 4t \| Victor Lafay \| Decathlon-AG2R La Mondiale \| + 9" \| \| \| 5è \| Pàvel Sivakov \| UAE Team Emirates \| + 11" \| \| \| 6è \| Giovanni Aleotti \| Red Bull-Bora-Hansgrohe \| + 15" \| \| \| 7è \| Lorenzo Fortunato \| Astana Qazaqstan Team \| + 23" \| \| \| 8è \| Ewen Costiou \| Arkéa-B&B Hotels \| + 25" \| \| \| 9è \| Welay Berehe \| Team Jayco AlUla \| + 26" \| \| \| 10è \| Felix Großschartner \| UAE Team Emirates \| + 26" \| \| |                     |                            |            |
| |                     |                            |            |
| Font: ProCyclingStats |                     |                            |            |
| Classificació de l'etapa |                     |                            |            |
| Corredor | Corredor            | Equip                      | Temps      |
| 1r | Lennert Van Eetvelt | Lotto Dstny                | 3h 36' 18" |
| 2n | Oscar Onley         | Team dsm-firmenich PostNL  | + 2"       |
| 3r | Alex Baudin         | Decathlon-AG2R La Mondiale | + 9"       |
| 4t | Victor Lafay        | Decathlon-AG2R La Mondiale | + 9"       |
| 5è | Pàvel Sivakov       | UAE Team Emirates          | + 11"      |
| 6è | Giovanni Aleotti    | Red Bull-Bora-Hansgrohe    | + 15"      |
| 7è | Lorenzo Fortunato   | Astana Qazaqstan Team      | + 23"      |
| 8è | Ewen Costiou        | Arkéa-B&B Hotels           | + 25"      |
| 9è | Welay Berehe        | Team Jayco AlUla           | + 26"      |
| 10è | Felix Großschartner | UAE Team Emirates          | + 26"      |

| Classificació de l'etapa | Classificació de l'etapa | Classificació de l'etapa   | Classificació de l'etapa | Classificació de l'etapa |
| Corredor                 | Corredor                 | Equip                      | Temps                    |                          |
| ------------------------ | ------------------------ | -------------------------- | ------------------------ | ------------------------ |
| 1r                       | Lennert Van Eetvelt      | Lotto Dstny                | 3h 36' 18"               |                          |
| 2n                       | Oscar Onley              | Team dsm-firmenich PostNL  | + 2"                     |                          |
| 3r                       | Alex Baudin              | Decathlon-AG2R La Mondiale | + 9"                     |                          |
| 4t                       | Victor Lafay             | Decathlon-AG2R La Mondiale | + 9"                     |                          |
| 5è                       | Pàvel Sivakov            | UAE Team Emirates          | + 11"                    |                          |
| 6è                       | Giovanni Aleotti         | Red Bull-Bora-Hansgrohe    | + 15"                    |                          |
| 7è                       | Lorenzo Fortunato        | Astana Qazaqstan Team      | + 23"                    |                          |
| 8è                       | Ewen Costiou             | Arkéa-B&B Hotels           | + 25"                    |                          |
| 9è                       | Welay Berehe             | Team Jayco AlUla           | + 26"                    |                          |
| 10è                      | Felix Großschartner      | UAE Team Emirates          | + 26"                    |                          |

| \| Classificació general \| Classificació general \| Classificació general \| Classificació general \| Classificació general \| \| Corredor \| Corredor \| Equip \| Temps \| \| \| --------------------- \| --------------------- \| -------------------------- \| --------------------- \| --------------------- \| \| 1r \| Lennert Van Eetvelt \| Lotto Dstny \| 19h 29' 50" \| \| \| 2n \| Oscar Onley \| Team dsm-firmenich PostNL \| + 5" \| \| \| 3r \| Alex Baudin \| Decathlon-AG2R La Mondiale \| + 15" \| \| \| 4t \| Victor Lafay \| Decathlon-AG2R La Mondiale \| + 19" \| \| \| 5è \| Pàvel Sivakov \| UAE Team Emirates \| + 21" \| \| \| 6è \| Giovanni Aleotti \| Red Bull-Bora-Hansgrohe \| + 25" \| \| \| 7è \| Lorenzo Fortunato \| Astana Qazaqstan Team \| + 33" \| \| \| 8è \| Ewen Costiou \| Arkéa-B&B Hotels \| + 35" \| \| \| 9è \| Quinn Simmons \| Lidl-Trek \| + 36" \| \| \| 10è \| Felix Großschartner \| UAE Team Emirates \| + 36" \| \| |                     |                            |             |
| |                     |                            |             |
| Font: ProCyclingStats |                     |                            |             |
| Classificació general |                     |                            |             |
| Corredor | Corredor            | Equip                      | Temps       |
| 1r | Lennert Van Eetvelt | Lotto Dstny                | 19h 29' 50" |
| 2n | Oscar Onley         | Team dsm-firmenich PostNL  | + 5"        |
| 3r | Alex Baudin         | Decathlon-AG2R La Mondiale | + 15"       |
| 4t | Victor Lafay        | Decathlon-AG2R La Mondiale | + 19"       |
| 5è | Pàvel Sivakov       | UAE Team Emirates          | + 21"       |
| 6è | Giovanni Aleotti    | Red Bull-Bora-Hansgrohe    | + 25"       |
| 7è | Lorenzo Fortunato   | Astana Qazaqstan Team      | + 33"       |
| 8è | Ewen Costiou        | Arkéa-B&B Hotels           | + 35"       |
| 9è | Quinn Simmons       | Lidl-Trek                  | + 36"       |
| 10è | Felix Großschartner | UAE Team Emirates          | + 36"       |

| Classificació general | Classificació general | Classificació general      | Classificació general | Classificació general |
| Corredor              | Corredor              | Equip                      | Temps                 |                       |
| --------------------- | --------------------- | -------------------------- | --------------------- | --------------------- |
| 1r                    | Lennert Van Eetvelt   | Lotto Dstny                | 19h 29' 50"           |                       |
| 2n                    | Oscar Onley           | Team dsm-firmenich PostNL  | + 5"                  |                       |
| 3r                    | Alex Baudin           | Decathlon-AG2R La Mondiale | + 15"                 |                       |
| 4t                    | Victor Lafay          | Decathlon-AG2R La Mondiale | + 19"                 |                       |
| 5è                    | Pàvel Sivakov         | UAE Team Emirates          | + 21"                 |                       |
| 6è                    | Giovanni Aleotti      | Red Bull-Bora-Hansgrohe    | + 25"                 |                       |
| 7è                    | Lorenzo Fortunato     | Astana Qazaqstan Team      | + 33"                 |                       |
| 8è                    | Ewen Costiou          | Arkéa-B&B Hotels           | + 35"                 |                       |
| 9è                    | Quinn Simmons         | Lidl-Trek                  | + 36"                 |                       |
| 10è                   | Felix Großschartner   | UAE Team Emirates          | + 36"                 |                       |

### Etapa 6
| \| Classificació de l'etapa \| Classificació de l'etapa \| Classificació de l'etapa \| Classificació de l'etapa \| Classificació de l'etapa \| \| Corredor \| Corredor \| Equip \| Temps \| \| \| ------------------------ \| ------------------------ \| -------------------------- \| ------------------------ \| ------------------------ \| \| 1r \| Matevž Govekar \| Bahrain Victorious \| 2h 51' 55" \| \| \| 2n \| Marijn van den Berg \| EF Education-EasyPost \| + 0" \| \| \| 3r \| Robert Stannard \| Bahrain Victorious \| + 0" \| \| \| 4t \| Joseph Blackmore \| Israel-Premier Tech \| + 0" \| \| \| 5è \| Matis Louvel \| Arkéa-B&B Hotels \| + 0" \| \| \| 6è \| Stan Dewulf \| Decathlon-AG2R La Mondiale \| + 0" \| \| \| 7è \| Natnael Tesfatsion \| Lidl-Trek \| + 0" \| \| \| 8è \| Martin Svrček \| Soudal Quick-Step \| + 0" \| \| \| 9è \| Alex Baudin \| Decathlon-AG2R La Mondiale \| + 0" \| \| \| 10è \| Rune Herregodts \| Intermarché-Wanty \| + 0" \| \| |                     |                            |            |
| |                     |                            |            |
| Font: ProCyclingStats |                     |                            |            |
| Classificació de l'etapa |                     |                            |            |
| Corredor | Corredor            | Equip                      | Temps      |
| 1r | Matevž Govekar      | Bahrain Victorious         | 2h 51' 55" |
| 2n | Marijn van den Berg | EF Education-EasyPost      | + 0"       |
| 3r | Robert Stannard     | Bahrain Victorious         | + 0"       |
| 4t | Joseph Blackmore    | Israel-Premier Tech        | + 0"       |
| 5è | Matis Louvel        | Arkéa-B&B Hotels           | + 0"       |
| 6è | Stan Dewulf         | Decathlon-AG2R La Mondiale | + 0"       |
| 7è | Natnael Tesfatsion  | Lidl-Trek                  | + 0"       |
| 8è | Martin Svrček       | Soudal Quick-Step          | + 0"       |
| 9è | Alex Baudin         | Decathlon-AG2R La Mondiale | + 0"       |
| 10è | Rune Herregodts     | Intermarché-Wanty          | + 0"       |

## Evolució de les classificacions
| Stage | Winner              | Classificació general | Classificació per punts | Classificació de la muntanya | Classificació dels joves | Classificació per equips |
| ----- | ------------------- | --------------------- | ----------------------- | ---------------------------- | ------------------------ | ------------------------ |
| 1     | Lionel Taminiaux    | Lionel Taminiaux      | Lionel Taminiaux        | no entregat                  | Ethan Vernon             | Israel-Premier Tech      |
| 2     | Warre Vangheluwe    | Max Kanter            | Max Kanter              | Dries De Bondt               | Filip Maciejuk           | Israel-Premier Tech      |
| 3     | Ethan Vernon        | Ethan Vernon          | Ethan Vernon            | Dries De Bondt               | Ethan Vernon             | Israel-Premier Tech      |
| 4     | Ethan Vernon        | Max Kanter            | Ethan Vernon            | Pepijn Reinderink            | Filip Maciejuk           | Israel-Premier Tech      |
| 5     | Lennert Van Eetvelt | Lennert Van Eetvelt   | Ethan Vernon            | Pepijn Reinderink            | Lennert Van Eetvelt      | UAE Team Emirates        |
| 6     | Matevž Govekar      | Lennert Van Eetvelt   | Ethan Vernon            | Pepijn Reinderink            | Lennert Van Eetvelt      | UAE Team Emirates        |
| Final | Final               | Lennert Van Eetvelt   | Ethan Vernon            | Pepijn Reinderink            | Lennert Van Eetvelt      | UAE Team Emirates        |

## Classificacions finals

### Classificació general
| \| Classificació general \| Classificació general \| Classificació general \| Classificació general \| Classificació general \| \| Corredor \| Corredor \| Equip \| Temps \| \| \| --------------------- \| --------------------- \| -------------------------- \| --------------------- \| --------------------- \| \| 1r \| Lennert Van Eetvelt \| Lotto Dstny \| 22h 21' 45" \| \| \| 2n \| Oscar Onley \| Team dsm-firmenich PostNL \| + 5" \| \| \| 3r \| Alex Baudin \| Decathlon-AG2R La Mondiale \| + 15" \| \| \| 4t \| Victor Lafay \| Decathlon-AG2R La Mondiale \| + 19" \| \| \| 5è \| Pàvel Sivakov \| UAE Team Emirates \| + 21" \| \| \| 6è \| Giovanni Aleotti \| Red Bull-Bora-Hansgrohe \| + 25" \| \| \| 7è \| Tim Wellens \| UAE Team Emirates \| + 31" \| \| \| 8è \| Lorenzo Fortunato \| Astana Qazaqstan Team \| + 33" \| \| \| 9è \| Ewen Costiou \| Arkéa-B&B Hotels \| + 35" \| \| \| 10è \| Quinn Simmons \| Lidl-Trek \| + 36" \| \| |                     |                            |             |
| |                     |                            |             |
| Font: ProCyclingStats |                     |                            |             |
| Classificació general |                     |                            |             |
| Corredor | Corredor            | Equip                      | Temps       |
| 1r | Lennert Van Eetvelt | Lotto Dstny                | 22h 21' 45" |
| 2n | Oscar Onley         | Team dsm-firmenich PostNL  | + 5"        |
| 3r | Alex Baudin         | Decathlon-AG2R La Mondiale | + 15"       |
| 4t | Victor Lafay        | Decathlon-AG2R La Mondiale | + 19"       |
| 5è | Pàvel Sivakov       | UAE Team Emirates          | + 21"       |
| 6è | Giovanni Aleotti    | Red Bull-Bora-Hansgrohe    | + 25"       |
| 7è | Tim Wellens         | UAE Team Emirates          | + 31"       |
| 8è | Lorenzo Fortunato   | Astana Qazaqstan Team      | + 33"       |
| 9è | Ewen Costiou        | Arkéa-B&B Hotels           | + 35"       |
| 10è | Quinn Simmons       | Lidl-Trek                  | + 36"       |

| Classificació per punts | Classificació per punts    | Classificació per punts    | Classificació per punts | Classificació per punts |
| Corredor                | Corredor                   | Equip                      | Punts                   |                         |
| ----------------------- | -------------------------- | -------------------------- | ----------------------- | ----------------------- |
| 1r                      | Ethan Vernon               | Israel-Premier Tech        | 38 pts                  |                         |
| 2n                      | Stan Dewulf                | Decathlon-AG2R La Mondiale | 37 pts                  |                         |
| 3r                      | Max Kanter                 | Astana Qazaqstan Team      | 29 pts                  |                         |
| 4t                      | Warre Vangheluwe           | Soudal Quick-Step          | 27 pts                  |                         |
| 5è                      | Matevž Govekar             | Bahrain Victorious         | 23 pts                  |                         |
| 6è                      | Lionel Taminiaux           | Lotto Dstny                | 22 pts                  |                         |
| 7è                      | Sebastián Molano Benavides | UAE Team Emirates          | 21 pts                  |                         |
| 8è                      | Gijs Van Hoecke            | Intermarché-Wanty          | 17 pts                  |                         |
| 9è                      | Dries De Bondt             | Decathlon-AG2R La Mondiale | 16 pts                  |                         |
| 10è                     | Marijn van den Berg        | EF Education-EasyPost      | 16 pts                  |                         |

| Classificació per punts | Classificació per punts    | Classificació per punts    | Classificació per punts | Classificació per punts |
| Corredor                | Corredor                   | Equip                      | Punts                   |                         |
| ----------------------- | -------------------------- | -------------------------- | ----------------------- | ----------------------- |
| 1r                      | Ethan Vernon               | Israel-Premier Tech        | 38 pts                  |                         |
| 2n                      | Stan Dewulf                | Decathlon-AG2R La Mondiale | 37 pts                  |                         |
| 3r                      | Max Kanter                 | Astana Qazaqstan Team      | 29 pts                  |                         |
| 4t                      | Warre Vangheluwe           | Soudal Quick-Step          | 27 pts                  |                         |
| 5è                      | Matevž Govekar             | Bahrain Victorious         | 23 pts                  |                         |
| 6è                      | Lionel Taminiaux           | Lotto Dstny                | 22 pts                  |                         |
| 7è                      | Sebastián Molano Benavides | UAE Team Emirates          | 21 pts                  |                         |
| 8è                      | Gijs Van Hoecke            | Intermarché-Wanty          | 17 pts                  |                         |
| 9è                      | Dries De Bondt             | Decathlon-AG2R La Mondiale | 16 pts                  |                         |
| 10è                     | Marijn van den Berg        | EF Education-EasyPost      | 16 pts                  |                         |

| Classificació de la muntanya | Classificació de la muntanya | Classificació de la muntanya | Classificació de la muntanya | Classificació de la muntanya |
| Corredor                     | Corredor                     | Equip                        | Punts                        |                              |
| ---------------------------- | ---------------------------- | ---------------------------- | ---------------------------- | ---------------------------- |
| 1r                           | Pepijn Reinderink            | Soudal Quick-Step            | 28 pts                       |                              |
| 2n                           | Tim Wellens                  | UAE Team Emirates            | 22 pts                       |                              |
| 3r                           | Stan Dewulf                  | Decathlon-AG2R La Mondiale   | 17 pts                       |                              |
| 4t                           | Victor Lafay                 | Decathlon-AG2R La Mondiale   | 16 pts                       |                              |
| 5è                           | Dries De Bondt               | Decathlon-AG2R La Mondiale   | 14 pts                       |                              |
| 6è                           | Pàvel Sivakov                | UAE Team Emirates            | 12 pts                       |                              |
| 7è                           | Lennert Van Eetvelt          | Lotto Dstny                  | 10 pts                       |                              |
| 8è                           | Sylvain Moniquet             | Lotto Dstny                  | 10 pts                       |                              |
| 9è                           | Rémi Cavagna                 | Movistar Team                | 8 pts                        |                              |
| 10è                          | Thomas Champion              | Cofidis                      | 5 pts                        |                              |

| Classificació de la muntanya | Classificació de la muntanya | Classificació de la muntanya | Classificació de la muntanya | Classificació de la muntanya |
| Corredor                     | Corredor                     | Equip                        | Punts                        |                              |
| ---------------------------- | ---------------------------- | ---------------------------- | ---------------------------- | ---------------------------- |
| 1r                           | Pepijn Reinderink            | Soudal Quick-Step            | 28 pts                       |                              |
| 2n                           | Tim Wellens                  | UAE Team Emirates            | 22 pts                       |                              |
| 3r                           | Stan Dewulf                  | Decathlon-AG2R La Mondiale   | 17 pts                       |                              |
| 4t                           | Victor Lafay                 | Decathlon-AG2R La Mondiale   | 16 pts                       |                              |
| 5è                           | Dries De Bondt               | Decathlon-AG2R La Mondiale   | 14 pts                       |                              |
| 6è                           | Pàvel Sivakov                | UAE Team Emirates            | 12 pts                       |                              |
| 7è                           | Lennert Van Eetvelt          | Lotto Dstny                  | 10 pts                       |                              |
| 8è                           | Sylvain Moniquet             | Lotto Dstny                  | 10 pts                       |                              |
| 9è                           | Rémi Cavagna                 | Movistar Team                | 8 pts                        |                              |
| 10è                          | Thomas Champion              | Cofidis                      | 5 pts                        |                              |

| Classificació del millor jove | Classificació del millor jove | Classificació del millor jove | Classificació del millor jove | Classificació del millor jove |
| Corredor                      | Corredor                      | Equip                         | Temps                         |                               |
| ----------------------------- | ----------------------------- | ----------------------------- | ----------------------------- | ----------------------------- |
| 1r                            | Lennert Van Eetvelt           | Lotto Dstny                   | 22h 21' 45"                   |                               |
| 2n                            | Oscar Onley                   | Team dsm-firmenich PostNL     | + 5"                          |                               |
| 3r                            | Alex Baudin                   | Decathlon-AG2R La Mondiale    | + 15"                         |                               |
| 4t                            | Giovanni Aleotti              | Red Bull-Bora-Hansgrohe       | + 25"                         |                               |
| 5è                            | Ewen Costiou                  | Arkéa-B&B Hotels              | + 35"                         |                               |
| 6è                            | Quinn Simmons                 | Lidl-Trek                     | + 36"                         |                               |
| 7è                            | Welay Berehe                  | Team Jayco AlUla              | + 36"                         |                               |
| 8è                            | Alexander Hajek               | Red Bull-Bora-Hansgrohe       | + 43"                         |                               |
| 9è                            | Johannes Staune-Mittet        | Team Visma \| Lease a Bike    | + 43"                         |                               |
| 10è                           | Max Poole                     | Team dsm-firmenich PostNL     | + 1' 02"                      |                               |

| Classificació del millor jove | Classificació del millor jove | Classificació del millor jove | Classificació del millor jove | Classificació del millor jove |
| Corredor                      | Corredor                      | Equip                         | Temps                         |                               |
| ----------------------------- | ----------------------------- | ----------------------------- | ----------------------------- | ----------------------------- |
| 1r                            | Lennert Van Eetvelt           | Lotto Dstny                   | 22h 21' 45"                   |                               |
| 2n                            | Oscar Onley                   | Team dsm-firmenich PostNL     | + 5"                          |                               |
| 3r                            | Alex Baudin                   | Decathlon-AG2R La Mondiale    | + 15"                         |                               |
| 4t                            | Giovanni Aleotti              | Red Bull-Bora-Hansgrohe       | + 25"                         |                               |
| 5è                            | Ewen Costiou                  | Arkéa-B&B Hotels              | + 35"                         |                               |
| 6è                            | Quinn Simmons                 | Lidl-Trek                     | + 36"                         |                               |
| 7è                            | Welay Berehe                  | Team Jayco AlUla              | + 36"                         |                               |
| 8è                            | Alexander Hajek               | Red Bull-Bora-Hansgrohe       | + 43"                         |                               |
| 9è                            | Johannes Staune-Mittet        | Team Visma \| Lease a Bike    | + 43"                         |                               |
| 10è                           | Max Poole                     | Team dsm-firmenich PostNL     | + 1' 02"                      |                               |

| Classificació per equips | Classificació per equips   | Classificació per equips | Classificació per equips |
| Equip                    | Equip                      | Temps                    |                          |
| ------------------------ | -------------------------- | ------------------------ | ------------------------ |
| 1r                       | UAE Team Emirates          | 67h 06' 48"              |                          |
| 2n                       | Decathlon-AG2R La Mondiale | + 42"                    |                          |
| 3r                       | Red Bull-Bora-Hansgrohe    | + 1' 06"                 |                          |
| 4t                       | Lidl-Trek                  | + 1' 24"                 |                          |
| 5è                       | Arkéa-B&B Hotels           | + 2' 24"                 |                          |
| 6è                       | Lotto Dstny                | + 3' 03"                 |                          |
| 7è                       | Intermarché-Wanty          | + 4' 03"                 |                          |
| 8è                       | Team Visma \| Lease a Bike | + 4' 11"                 |                          |
| 10è                      | EF Education-EasyPost      | + 4' 17"                 |                          |
| 10è                      | Soudal Quick-Step          | + 4' 28"                 |                          |

| Classificació per equips | Classificació per equips   | Classificació per equips | Classificació per equips |
| Equip                    | Equip                      | Temps                    |                          |
| ------------------------ | -------------------------- | ------------------------ | ------------------------ |
| 1r                       | UAE Team Emirates          | 67h 06' 48"              |                          |
| 2n                       | Decathlon-AG2R La Mondiale | + 42"                    |                          |
| 3r                       | Red Bull-Bora-Hansgrohe    | + 1' 06"                 |                          |
| 4t                       | Lidl-Trek                  | + 1' 24"                 |                          |
| 5è                       | Arkéa-B&B Hotels           | + 2' 24"                 |                          |
| 6è                       | Lotto Dstny                | + 3' 03"                 |                          |
| 7è                       | Intermarché-Wanty          | + 4' 03"                 |                          |
| 8è                       | Team Visma \| Lease a Bike | + 4' 11"                 |                          |
| 10è                      | EF Education-EasyPost      | + 4' 17"                 |                          |
| 10è                      | Soudal Quick-Step          | + 4' 28"                 |                          |

## Participants
| Team Visma \| Lease a Bike TVL   | Team Visma \| Lease a Bike TVL | Team Visma \| Lease a Bike TVL |
| -------------------------------- | ------------------------------ | ------------------------------ |
| Núm                              | Ciclista                       | Pos                            |
| 1                                | Milan Vader (NED)              | DNF-3                          |
| 2                                | Koen Bouwman (NED)             | 58è                            |
| 4                                | Johannes Staune-Mittet (NOR)   | 15è                            |
| 5                                | Tosh Van der Sande (BEL)       | 64è                            |
| 6                                | Mick van Dijke (NED)           | 26è                            |
| 7                                | Julien Vermote (BEL)           | 44è                            |
| Director esportiu: Frans Maassen |                                |                                |

| Arkéa-B&B Hotels ARK              | Arkéa-B&B Hotels ARK  | Arkéa-B&B Hotels ARK |
| --------------------------------- | --------------------- | -------------------- |
| Núm                               | Ciclista              | Pos                  |
| 11                                | Louis Barré (FRA)     | 80è                  |
| 12                                | Ewen Costiou (FRA)    | 9è                   |
| 13                                | David Dekker (NED)    | 104è                 |
| 14                                | Élie Gesbert (FRA)    | 33è                  |
| 15                                | Donavan Grondin (FRA) | 84è                  |
| 16                                | Mathis Le Berre (FRA) | 30è                  |
| 17                                | Matis Louvel (FRA)    | 71è                  |
| Director esportiu: Laurent Pichon |                       |                      |

| Astana Qazaqstan Team AST       | Astana Qazaqstan Team AST | Astana Qazaqstan Team AST |
| ------------------------------- | ------------------------- | ------------------------- |
| Núm                             | Ciclista                  | Pos                       |
| 21                              | Davide Ballerini (ITA)    | 90è                       |
| 22                              | Yevgeniy Fedorov (KAZ)    | 111è                      |
| 23                              | Lorenzo Fortunato (ITA)   | 8è                        |
| 24                              | Max Kanter (GER)          | 50è                       |
| 25                              | Aleksei Lutsenko (KAZ)    | 48è                       |
| 26                              | Rüdiger Selig (GER)       | 106è                      |
| 27                              | Gleb Syrica               | 109è                      |
| Director esportiu: Mark Renshaw |                           |                           |

| Bahrain Victorious TBV                               | Bahrain Victorious TBV    | Bahrain Victorious TBV |
| ---------------------------------------------------- | ------------------------- | ---------------------- |
| Núm                                                  | Ciclista                  | Pos                    |
| 31                                                   | Alberto Bruttomesso (ITA) | 85è                    |
| 32                                                   | Matevž Govekar (SLO)      | 52è                    |
| 33                                                   | Finlay Pickering (GBR)    | 45è                    |
| 34                                                   | Dušan Rajović (SRB)       | 72è                    |
| 35                                                   | Robert Stannard (AUS)     | 13è                    |
| 36                                                   | Torstein Træen (NOR)      | 75è                    |
| 37                                                   | Łukasz Wiśniowski (POL)   | 101è                   |
| Director esportiu: Gorazd Štangelj, Enrico Poitschke |                           |                        |

| Cofidis COF                         | Cofidis COF                   | Cofidis COF |
| ----------------------------------- | ----------------------------- | ----------- |
| Núm                                 | Ciclista                      | Pos         |
| 41                                  | Piet Allegaert (BEL)          | NP-6        |
| 42                                  | Thomas Champion (FRA)         | 28è         |
| 43                                  | Milan Fretin (BEL)            | 57è         |
| 44                                  | Gorka Izagirre Insausti (ESP) | 74è         |
| 45                                  | Oliver Knight (GBR)           | 95è         |
| 46                                  | Rubén Fernández Andújar (ESP) | 16è         |
| 47                                  | Ludovic Robeet (BEL)          | 78è         |
| Director esportiu: Jean-Luc Jonrond |                               |             |

| Decathlon-AG2R La Mondiale DAT                        | Decathlon-AG2R La Mondiale DAT | Decathlon-AG2R La Mondiale DAT |
| ----------------------------------------------------- | ------------------------------ | ------------------------------ |
| Núm                                                   | Ciclista                       | Pos                            |
| 51                                                    | Alex Baudin (FRA)              | 3r                             |
| 52                                                    | Geoffrey Bouchard (FRA)        | 31è                            |
| 53                                                    | Dries De Bondt (BEL)           | 91è                            |
| 54                                                    | Stan Dewulf (BEL)              | 46è                            |
| 55                                                    | Pierre Gautherat (FRA)         | 96è                            |
| 56                                                    | Victor Lafay (FRA)             | 4t                             |
| 57                                                    | Gianluca Pollefliet (BEL)      | 105è                           |
| Director esportiu: Stéphane Goubert, Artūras Kasputis |                                |                                |

| EF Education-EasyPost EFE                                 | EF Education-EasyPost EFE   | EF Education-EasyPost EFE |
| --------------------------------------------------------- | --------------------------- | ------------------------- |
| Núm                                                       | Ciclista                    | Pos                       |
| 61                                                        | Markel Beloki (ESP)         | 41è                       |
| 62                                                        | Stefan Bissegger (SUI)      | 92è                       |
| 63                                                        | Esteban Chaves Rubio (COL)  | 25è                       |
| 64                                                        | Mikkel Frølich Honoré (DEN) | DNF-3                     |
| 65                                                        | Jack Rootkin-Gray (GBR)     | DNF-6                     |
| 66                                                        | Jonas Rutsch (GER)          | 61è                       |
| 67                                                        | Marijn van den Berg (NED)   | 32è                       |
| Director esportiu: Ken Vanmarcke, Juan Manuel Gárate Cepa |                             |                           |

| Ineos Grenadiers IGD              | Ineos Grenadiers IGD               | Ineos Grenadiers IGD |
| --------------------------------- | ---------------------------------- | -------------------- |
| Núm                               | Ciclista                           | Pos                  |
| 72                                | Tobias Foss (NOR)                  | 56è                  |
| 73                                | Omar Fraile Matarranz (ESP)        | 94è                  |
| 74                                | Michael Leonard (CAN)              | 89è                  |
| 75                                | Jhonatan Narváez Prado (ECU)       | DNF-3                |
| 76                                | Óscar Rodríguez Garaicoechea (ESP) | 20è                  |
| 77                                | Artem Shmidt (USA)                 | 66è                  |
| Director esportiu: Oliver Cookson |                                    |                      |

| Intermarché-Wanty IWA             | Intermarché-Wanty IWA    | Intermarché-Wanty IWA |
| --------------------------------- | ------------------------ | --------------------- |
| Núm                               | Ciclista                 | Pos                   |
| 81                                | Lilian Calmejane (FRA)   | 35è                   |
| 82                                | Kevin Colleoni (ITA)     | 39è                   |
| 84                                | Rune Herregodts (BEL)    | 19è                   |
| 85                                | Rein Taaramäe (EST)      | DNF-6                 |
| 86                                | Taco van der Hoorn (NED) | 83è                   |
| 87                                | Gijs Van Hoecke (BEL)    | 73è                   |
| Director esportiu: Dimitri Claeys |                          |                       |

| Lidl-Trek LTK                   | Lidl-Trek LTK                   | Lidl-Trek LTK |
| ------------------------------- | ------------------------------- | ------------- |
| Núm                             | Ciclista                        | Pos           |
| 91                              | Amanuel Gebrezgabihier (ERI)    | 17è           |
| 92                              | Daan Hoole (NED)                | 63è           |
| 93                              | Alex Kirsch (LUX)               | 65è           |
| 94                              | Quinn Simmons (USA)             | 10è           |
| 95                              | Jasper Stuyven (BEL)            | NP-3          |
| 96                              | Natnael Tesfatsion (ERI) (ruta) | 27è           |
| 97                              | Otto Vergaerde (BEL)            | 88è           |
| Director esportiu: Kim Andersen |                                 |               |

| Movistar Team MOV                       | Movistar Team MOV               | Movistar Team MOV |
| --------------------------------------- | ------------------------------- | ----------------- |
| Núm                                     | Ciclista                        | Pos               |
| 101                                     | Davide Cimolai (ITA)            | 87è               |
| 102                                     | Rémi Cavagna (FRA)              | 57è               |
| 103                                     | Gonzalo Serrano Rodríguez (ESP) | 53è               |
| 104                                     | Iván García Cortina (ESP)       | 47è               |
| 106                                     | Sergio Samitier (ESP)           | 34è               |
| 107                                     | Iván Ramiro Sosa Cuervo (COL)   | 54è               |
| Director esportiu: Pablo Lastras García |                                 |                   |

| Red Bull-Bora-Hansgrohe RBH                      | Red Bull-Bora-Hansgrohe RBH  | Red Bull-Bora-Hansgrohe RBH |
| ------------------------------------------------ | ---------------------------- | --------------------------- |
| Núm                                              | Ciclista                     | Pos                         |
| 111                                              | Emanuel Buchmann (GER)       | NP-3                        |
| 112                                              | Giovanni Aleotti (ITA)       | 6è                          |
| 113                                              | Alexander Hajek (AUT) (ruta) | 14è                         |
| 114                                              | Emil Herzog (GER)            | 107è                        |
| 115                                              | Luis-Joe Lührs (GER)         | 81è                         |
| 116                                              | Filip Maciejuk (POL)         | 60è                         |
| 117                                              | Maximilian Schachmann (GER)  | 29è                         |
| Director esportiu: Shane Archbold, Roger Hammond |                              |                             |

| Soudal Quick-Step SOQ                      | Soudal Quick-Step SOQ   | Soudal Quick-Step SOQ |
| ------------------------------------------ | ----------------------- | --------------------- |
| Núm                                        | Ciclista                | Pos                   |
| 121                                        | Josef Černý (CZE)       | 67è                   |
| 122                                        | Jan Hirt (CZE)          | 40è                   |
| 123                                        | James Knox (GBR)        | 51è                   |
| 124                                        | Luke Lamperti (USA)     | 43è                   |
| 125                                        | Pepijn Reinderink (NED) | 99è                   |
| 126                                        | Martin Svrček (SVK)     | 23è                   |
| 127                                        | Warre Vangheluwe (BEL)  | 100è                  |
| Director esportiu: Tom Steels, Iljo Keisse |                         |                       |

| Team dsm-firmenich PostNL DFP      | Team dsm-firmenich PostNL DFP | Team dsm-firmenich PostNL DFP |
| ---------------------------------- | ----------------------------- | ----------------------------- |
| Núm                                | Ciclista                      | Pos                           |
| 131                                | Patrick Eddy (AUS)            |                               |
| 132                                | Fabio Jakobsen (NED)          | NP-3                          |
| 133                                | Niklas Märkl (GER)            | 69è                           |
| 134                                | Oscar Onley (GBR)             | 2n                            |
| 135                                | Max Poole (GBR)               | 18è                           |
| 136                                | Timo Roosen (NED)             | 108è                          |
| 137                                | Casper van Uden (NED)         | 97è                           |
| Director esportiu: Callum Ferguson |                               |                               |

| Team Jayco AlUla JAY                             | Team Jayco AlUla JAY        | Team Jayco AlUla JAY |
| ------------------------------------------------ | --------------------------- | -------------------- |
| Núm                                              | Ciclista                    | Pos                  |
| 141                                              | Lucas Plapp (AUS) (ruta)    | DNF-3                |
| 142                                              | Welay Berehe (ETH)          | 12è                  |
| 143                                              | Amund Grøndahl Jansen (NOR) | 82è                  |
| 144                                              | Jan Maas (NED)              | 36è                  |
| 145                                              | Lucas Hamilton (AUS)        | 59è                  |
| 146                                              | Blake Quick (AUS)           | DNF-4                |
| 147                                              | Callum Scotson (AUS)        | DNF-1                |
| Director esportiu: Tristan Hoffman, Andrew Smith |                             |                      |

| UAE Team Emirates UAD                                    | UAE Team Emirates UAD            | UAE Team Emirates UAD |
| -------------------------------------------------------- | -------------------------------- | --------------------- |
| Núm                                                      | Ciclista                         | Pos                   |
| 151                                                      | Igor Arrieta (ESP)               | 21è                   |
| 152                                                      | Felix Großschartner (AUT)        | 11è                   |
| 153                                                      | Vegard Stake Laengen (NOR)       | DNF-3                 |
| 154                                                      | Sebastián Molano Benavides (COL) | 79è                   |
| 155                                                      | Pàvel Sivakov (FRA)              | 5è                    |
| 156                                                      | Michael Vink (NZL)               | 49è                   |
| 157                                                      | Tim Wellens (BEL)                | 7è                    |
| Director esportiu: Simone Pedrazzini, Tomás Gil Martínez |                                  |                       |

| Israel-Premier Tech IPT          | Israel-Premier Tech IPT  | Israel-Premier Tech IPT |
| -------------------------------- | ------------------------ | ----------------------- |
| Núm                              | Ciclista                 | Pos                     |
| 161                              | Christopher Froome (GBR) | 98è                     |
| 162                              | Joseph Blackmore (GBR)   | 24è                     |
| 163                              | Riley Pickrell (CAN)     | 68è                     |
| 164                              | Nadav Raisberg (ISR)     | 70è                     |
| 165                              | Jake Stewart (GBR)       | 62è                     |
| 166                              | Guy Sagiv (ISR)          | 102è                    |
| 167                              | Ethan Vernon (GBR)       | 55è                     |
| Director esportiu: Sep Vanmarcke |                          |                         |

| Lotto Dstny LTD                | Lotto Dstny LTD           | Lotto Dstny LTD |
| ------------------------------ | ------------------------- | --------------- |
| Núm                            | Ciclista                  | Pos             |
| 171                            | Arjen Livyns (BEL)        | 93è             |
| 172                            | Sylvain Moniquet (BEL)    | 22è             |
| 173                            | Mathijs Paasschens (NED)  | 76è             |
| 174                            | Eduardo Sepúlveda (ARG)   | 42è             |
| 175                            | Liam Slock (BEL)          | FC-6            |
| 176                            | Lionel Taminiaux (BEL)    | 77è             |
| 177                            | Lennert Van Eetvelt (BEL) | 1r              |
| Director esportiu: Mario Aerts |                           |                 |

| República Popular de la Xina CHN | República Popular de la Xina CHN | República Popular de la Xina CHN |
| -------------------------------- | -------------------------------- | -------------------------------- |
| Núm                              | Ciclista                         | Pos                              |
| 181                              | Lyu Xianjing                     | 37è                              |
| 182                              | Ma Binyan                        | DNF-3                            |
| 183                              | Yutao Shen                       | DNF-6                            |
| 184                              | Li Zhen                          | DNF-4                            |
| 185                              | Sun Changsheng                   | 110è                             |
| 186                              | Teng Geng                        | 103è                             |
| 187                              | Yu Jiaqing                       | DNF-6                            |
| Director esportiu: Lionel Marie  |                                  |                                  |

| Team Visma \| Lease a Bike TVL   | Team Visma \| Lease a Bike TVL | Team Visma \| Lease a Bike TVL |
| -------------------------------- | ------------------------------ | ------------------------------ |
| Núm                              | Ciclista                       | Pos                            |
| 1                                | Milan Vader (NED)              | DNF-3                          |
| 2                                | Koen Bouwman (NED)             | 58è                            |
| 4                                | Johannes Staune-Mittet (NOR)   | 15è                            |
| 5                                | Tosh Van der Sande (BEL)       | 64è                            |
| 6                                | Mick van Dijke (NED)           | 26è                            |
| 7                                | Julien Vermote (BEL)           | 44è                            |
| Director esportiu: Frans Maassen |                                |                                |

| Arkéa-B&B Hotels ARK              | Arkéa-B&B Hotels ARK  | Arkéa-B&B Hotels ARK |
| --------------------------------- | --------------------- | -------------------- |
| Núm                               | Ciclista              | Pos                  |
| 11                                | Louis Barré (FRA)     | 80è                  |
| 12                                | Ewen Costiou (FRA)    | 9è                   |
| 13                                | David Dekker (NED)    | 104è                 |
| 14                                | Élie Gesbert (FRA)    | 33è                  |
| 15                                | Donavan Grondin (FRA) | 84è                  |
| 16                                | Mathis Le Berre (FRA) | 30è                  |
| 17                                | Matis Louvel (FRA)    | 71è                  |
| Director esportiu: Laurent Pichon |                       |                      |

| Astana Qazaqstan Team AST       | Astana Qazaqstan Team AST | Astana Qazaqstan Team AST |
| ------------------------------- | ------------------------- | ------------------------- |
| Núm                             | Ciclista                  | Pos                       |
| 21                              | Davide Ballerini (ITA)    | 90è                       |
| 22                              | Yevgeniy Fedorov (KAZ)    | 111è                      |
| 23                              | Lorenzo Fortunato (ITA)   | 8è                        |
| 24                              | Max Kanter (GER)          | 50è                       |
| 25                              | Aleksei Lutsenko (KAZ)    | 48è                       |
| 26                              | Rüdiger Selig (GER)       | 106è                      |
| 27                              | Gleb Syrica               | 109è                      |
| Director esportiu: Mark Renshaw |                           |                           |

| Bahrain Victorious TBV                               | Bahrain Victorious TBV    | Bahrain Victorious TBV |
| ---------------------------------------------------- | ------------------------- | ---------------------- |
| Núm                                                  | Ciclista                  | Pos                    |
| 31                                                   | Alberto Bruttomesso (ITA) | 85è                    |
| 32                                                   | Matevž Govekar (SLO)      | 52è                    |
| 33                                                   | Finlay Pickering (GBR)    | 45è                    |
| 34                                                   | Dušan Rajović (SRB)       | 72è                    |
| 35                                                   | Robert Stannard (AUS)     | 13è                    |
| 36                                                   | Torstein Træen (NOR)      | 75è                    |
| 37                                                   | Łukasz Wiśniowski (POL)   | 101è                   |
| Director esportiu: Gorazd Štangelj, Enrico Poitschke |                           |                        |

| Cofidis COF                         | Cofidis COF                   | Cofidis COF |
| ----------------------------------- | ----------------------------- | ----------- |
| Núm                                 | Ciclista                      | Pos         |
| 41                                  | Piet Allegaert (BEL)          | NP-6        |
| 42                                  | Thomas Champion (FRA)         | 28è         |
| 43                                  | Milan Fretin (BEL)            | 57è         |
| 44                                  | Gorka Izagirre Insausti (ESP) | 74è         |
| 45                                  | Oliver Knight (GBR)           | 95è         |
| 46                                  | Rubén Fernández Andújar (ESP) | 16è         |
| 47                                  | Ludovic Robeet (BEL)          | 78è         |
| Director esportiu: Jean-Luc Jonrond |                               |             |

| Decathlon-AG2R La Mondiale DAT                        | Decathlon-AG2R La Mondiale DAT | Decathlon-AG2R La Mondiale DAT |
| ----------------------------------------------------- | ------------------------------ | ------------------------------ |
| Núm                                                   | Ciclista                       | Pos                            |
| 51                                                    | Alex Baudin (FRA)              | 3r                             |
| 52                                                    | Geoffrey Bouchard (FRA)        | 31è                            |
| 53                                                    | Dries De Bondt (BEL)           | 91è                            |
| 54                                                    | Stan Dewulf (BEL)              | 46è                            |
| 55                                                    | Pierre Gautherat (FRA)         | 96è                            |
| 56                                                    | Victor Lafay (FRA)             | 4t                             |
| 57                                                    | Gianluca Pollefliet (BEL)      | 105è                           |
| Director esportiu: Stéphane Goubert, Artūras Kasputis |                                |                                |

| EF Education-EasyPost EFE                                 | EF Education-EasyPost EFE   | EF Education-EasyPost EFE |
| --------------------------------------------------------- | --------------------------- | ------------------------- |
| Núm                                                       | Ciclista                    | Pos                       |
| 61                                                        | Markel Beloki (ESP)         | 41è                       |
| 62                                                        | Stefan Bissegger (SUI)      | 92è                       |
| 63                                                        | Esteban Chaves Rubio (COL)  | 25è                       |
| 64                                                        | Mikkel Frølich Honoré (DEN) | DNF-3                     |
| 65                                                        | Jack Rootkin-Gray (GBR)     | DNF-6                     |
| 66                                                        | Jonas Rutsch (GER)          | 61è                       |
| 67                                                        | Marijn van den Berg (NED)   | 32è                       |
| Director esportiu: Ken Vanmarcke, Juan Manuel Gárate Cepa |                             |                           |

| Ineos Grenadiers IGD              | Ineos Grenadiers IGD               | Ineos Grenadiers IGD |
| --------------------------------- | ---------------------------------- | -------------------- |
| Núm                               | Ciclista                           | Pos                  |
| 72                                | Tobias Foss (NOR)                  | 56è                  |
| 73                                | Omar Fraile Matarranz (ESP)        | 94è                  |
| 74                                | Michael Leonard (CAN)              | 89è                  |
| 75                                | Jhonatan Narváez Prado (ECU)       | DNF-3                |
| 76                                | Óscar Rodríguez Garaicoechea (ESP) | 20è                  |
| 77                                | Artem Shmidt (USA)                 | 66è                  |
| Director esportiu: Oliver Cookson |                                    |                      |

| Intermarché-Wanty IWA             | Intermarché-Wanty IWA    | Intermarché-Wanty IWA |
| --------------------------------- | ------------------------ | --------------------- |
| Núm                               | Ciclista                 | Pos                   |
| 81                                | Lilian Calmejane (FRA)   | 35è                   |
| 82                                | Kevin Colleoni (ITA)     | 39è                   |
| 84                                | Rune Herregodts (BEL)    | 19è                   |
| 85                                | Rein Taaramäe (EST)      | DNF-6                 |
| 86                                | Taco van der Hoorn (NED) | 83è                   |
| 87                                | Gijs Van Hoecke (BEL)    | 73è                   |
| Director esportiu: Dimitri Claeys |                          |                       |

| Lidl-Trek LTK                   | Lidl-Trek LTK                   | Lidl-Trek LTK |
| ------------------------------- | ------------------------------- | ------------- |
| Núm                             | Ciclista                        | Pos           |
| 91                              | Amanuel Gebrezgabihier (ERI)    | 17è           |
| 92                              | Daan Hoole (NED)                | 63è           |
| 93                              | Alex Kirsch (LUX)               | 65è           |
| 94                              | Quinn Simmons (USA)             | 10è           |
| 95                              | Jasper Stuyven (BEL)            | NP-3          |
| 96                              | Natnael Tesfatsion (ERI) (ruta) | 27è           |
| 97                              | Otto Vergaerde (BEL)            | 88è           |
| Director esportiu: Kim Andersen |                                 |               |

| Movistar Team MOV                       | Movistar Team MOV               | Movistar Team MOV |
| --------------------------------------- | ------------------------------- | ----------------- |
| Núm                                     | Ciclista                        | Pos               |
| 101                                     | Davide Cimolai (ITA)            | 87è               |
| 102                                     | Rémi Cavagna (FRA)              | 57è               |
| 103                                     | Gonzalo Serrano Rodríguez (ESP) | 53è               |
| 104                                     | Iván García Cortina (ESP)       | 47è               |
| 106                                     | Sergio Samitier (ESP)           | 34è               |
| 107                                     | Iván Ramiro Sosa Cuervo (COL)   | 54è               |
| Director esportiu: Pablo Lastras García |                                 |                   |

| Red Bull-Bora-Hansgrohe RBH                      | Red Bull-Bora-Hansgrohe RBH  | Red Bull-Bora-Hansgrohe RBH |
| ------------------------------------------------ | ---------------------------- | --------------------------- |
| Núm                                              | Ciclista                     | Pos                         |
| 111                                              | Emanuel Buchmann (GER)       | NP-3                        |
| 112                                              | Giovanni Aleotti (ITA)       | 6è                          |
| 113                                              | Alexander Hajek (AUT) (ruta) | 14è                         |
| 114                                              | Emil Herzog (GER)            | 107è                        |
| 115                                              | Luis-Joe Lührs (GER)         | 81è                         |
| 116                                              | Filip Maciejuk (POL)         | 60è                         |
| 117                                              | Maximilian Schachmann (GER)  | 29è                         |
| Director esportiu: Shane Archbold, Roger Hammond |                              |                             |

| Soudal Quick-Step SOQ                      | Soudal Quick-Step SOQ   | Soudal Quick-Step SOQ |
| ------------------------------------------ | ----------------------- | --------------------- |
| Núm                                        | Ciclista                | Pos                   |
| 121                                        | Josef Černý (CZE)       | 67è                   |
| 122                                        | Jan Hirt (CZE)          | 40è                   |
| 123                                        | James Knox (GBR)        | 51è                   |
| 124                                        | Luke Lamperti (USA)     | 43è                   |
| 125                                        | Pepijn Reinderink (NED) | 99è                   |
| 126                                        | Martin Svrček (SVK)     | 23è                   |
| 127                                        | Warre Vangheluwe (BEL)  | 100è                  |
| Director esportiu: Tom Steels, Iljo Keisse |                         |                       |

| Team dsm-firmenich PostNL DFP      | Team dsm-firmenich PostNL DFP | Team dsm-firmenich PostNL DFP |
| ---------------------------------- | ----------------------------- | ----------------------------- |
| Núm                                | Ciclista                      | Pos                           |
| 131                                | Patrick Eddy (AUS)            |                               |
| 132                                | Fabio Jakobsen (NED)          | NP-3                          |
| 133                                | Niklas Märkl (GER)            | 69è                           |
| 134                                | Oscar Onley (GBR)             | 2n                            |
| 135                                | Max Poole (GBR)               | 18è                           |
| 136                                | Timo Roosen (NED)             | 108è                          |
| 137                                | Casper van Uden (NED)         | 97è                           |
| Director esportiu: Callum Ferguson |                               |                               |

| Team Jayco AlUla JAY                             | Team Jayco AlUla JAY        | Team Jayco AlUla JAY |
| ------------------------------------------------ | --------------------------- | -------------------- |
| Núm                                              | Ciclista                    | Pos                  |
| 141                                              | Lucas Plapp (AUS) (ruta)    | DNF-3                |
| 142                                              | Welay Berehe (ETH)          | 12è                  |
| 143                                              | Amund Grøndahl Jansen (NOR) | 82è                  |
| 144                                              | Jan Maas (NED)              | 36è                  |
| 145                                              | Lucas Hamilton (AUS)        | 59è                  |
| 146                                              | Blake Quick (AUS)           | DNF-4                |
| 147                                              | Callum Scotson (AUS)        | DNF-1                |
| Director esportiu: Tristan Hoffman, Andrew Smith |                             |                      |

| UAE Team Emirates UAD                                    | UAE Team Emirates UAD            | UAE Team Emirates UAD |
| -------------------------------------------------------- | -------------------------------- | --------------------- |
| Núm                                                      | Ciclista                         | Pos                   |
| 151                                                      | Igor Arrieta (ESP)               | 21è                   |
| 152                                                      | Felix Großschartner (AUT)        | 11è                   |
| 153                                                      | Vegard Stake Laengen (NOR)       | DNF-3                 |
| 154                                                      | Sebastián Molano Benavides (COL) | 79è                   |
| 155                                                      | Pàvel Sivakov (FRA)              | 5è                    |
| 156                                                      | Michael Vink (NZL)               | 49è                   |
| 157                                                      | Tim Wellens (BEL)                | 7è                    |
| Director esportiu: Simone Pedrazzini, Tomás Gil Martínez |                                  |                       |

| Israel-Premier Tech IPT          | Israel-Premier Tech IPT  | Israel-Premier Tech IPT |
| -------------------------------- | ------------------------ | ----------------------- |
| Núm                              | Ciclista                 | Pos                     |
| 161                              | Christopher Froome (GBR) | 98è                     |
| 162                              | Joseph Blackmore (GBR)   | 24è                     |
| 163                              | Riley Pickrell (CAN)     | 68è                     |
| 164                              | Nadav Raisberg (ISR)     | 70è                     |
| 165                              | Jake Stewart (GBR)       | 62è                     |
| 166                              | Guy Sagiv (ISR)          | 102è                    |
| 167                              | Ethan Vernon (GBR)       | 55è                     |
| Director esportiu: Sep Vanmarcke |                          |                         |

| Lotto Dstny LTD                | Lotto Dstny LTD           | Lotto Dstny LTD |
| ------------------------------ | ------------------------- | --------------- |
| Núm                            | Ciclista                  | Pos             |
| 171                            | Arjen Livyns (BEL)        | 93è             |
| 172                            | Sylvain Moniquet (BEL)    | 22è             |
| 173                            | Mathijs Paasschens (NED)  | 76è             |
| 174                            | Eduardo Sepúlveda (ARG)   | 42è             |
| 175                            | Liam Slock (BEL)          | FC-6            |
| 176                            | Lionel Taminiaux (BEL)    | 77è             |
| 177                            | Lennert Van Eetvelt (BEL) | 1r              |
| Director esportiu: Mario Aerts |                           |                 |

| República Popular de la Xina CHN | República Popular de la Xina CHN | República Popular de la Xina CHN |
| -------------------------------- | -------------------------------- | -------------------------------- |
| Núm                              | Ciclista                         | Pos                              |
| 181                              | Lyu Xianjing                     | 37è                              |
| 182                              | Ma Binyan                        | DNF-3                            |
| 183                              | Yutao Shen                       | DNF-6                            |
| 184                              | Li Zhen                          | DNF-4                            |
| 185                              | Sun Changsheng                   | 110è                             |
| 186                              | Teng Geng                        | 103è                             |
| 187                              | Yu Jiaqing                       | DNF-6                            |
| Director esportiu: Lionel Marie  |                                  |                                  |